# Новониколаевский сельский совет (Харьковская область)
Новониколаевский сельский совет — входит в состав Шевченковского района Харьковской области Украины.
Административный центр сельского совета находится в селе Новониколаевка.

## История
- 1920 — дата образования.

## Населённые пункты совета
- село Новониколаевка